# Eilema curvilinea
Eilema curvilinea är en fjärilsart som beskrevs av Aurivillius 1909. Eilema curvilinea ingår i släktet Eilema och familjen björnspinnare. Inga underarter finns listade i Catalogue of Life.